# 선형대수학

3차원 유클리드 공간 R³은 벡터 공간이고, 원점을 지나가는 직선과 평면들은 R³의 부분공간이다.

선형대수학(線型代數學, 영어: linear algebra)은 벡터 공간, 벡터, 선형 변환, 행렬, 연립 선형 방정식 등을 연구하는 대수학의 한 분야이다. 현대 선형대수학은 그중에서도 벡터 공간이 주 연구 대상이다. 추상대수학, 함수해석학에 널리 쓰이고 있다.
선형대수학은 자연과학과 공학에도 널리 활용된다. 선형 연립방정식을 푸는 좋은 방법으로는 소거법과 행렬식이 있다.

## 기초
선형대수학은 2차원 혹은 3차원의 데카르트 좌표계에 대한 연구로부터 시작되었다.
선형대수학에서 기본적인 정의는 다음과 같다. 
- 벡터: 벡터 공간의 원소를 벡터라 한다.
- 벡터 연산: 두 벡터끼리의 합, 혹은 벡터와 스칼라(크기만 있고 방향성은 없는 성분)사이의 곱이 벡터의 기본 연산이다.
- 벡터 공간: 벡터의 기본 연산을 만족하는 모든 벡터의 모음을 뜻한다.
- 차원: 흔히 평면을 2차원, 공간을 3차원이라고 부른다. 이때 차원을 구성하는 각각의 요소(3차원의 경우 x,y,z)는 서로 독립적인데 이에 대한 개념을 확장한 것이 바로 선형대수학의 차원이다.
- 행렬: 여러개의 숫자들을 직사각형의 모양으로 한데 묶어 나타낸 성분. 벡터를 하나의 행 혹은 하나의 열로 구성된 행렬로 볼 수도 있다. 하지만 이것이 행렬의 수학적으로 엄밀한 정의는 아니다.

보통 3차원까지의 벡터는 그림 등으로 시각적 표현이 가능하지만 그 이상의 벡터는 벡터의 각 구성요소를 괄호 안에 나열함으로써 표기한다.
여러 가지 문제를 수학으로 해결하는 데 있어 선형대수학의 개념은 매우 중요한데, 선형화 혹은 선형 근사를 통해, 복잡한 비선형 방정식 문제를 간단한 선형 방정식 문제로 변환해 문제를 해결할 수 있기 때문이다.

## 선형성
선형대수학의 선형성(영어: linearity)이라는 성질은 직관적으로는 아래와 같은 개념에서 시작되었다.
{\displaystyle y=a_{1}\cdot x_{1}+a_{2}\cdot x_{2}+\cdots +a_{n}\cdot x_{n}}({\displaystyle a_{k}}는 상수를, {\displaystyle x_{k}}는 변수를 가리킨다)
이와 같이 선형성은 변수의 지수승({\displaystyle x^{n}})을 가리키는 것이 아니라 일차함수({\displaystyle x^{1}})와 같은 형태를 가리킨다. 선형과 대립되는 개념으로 비선형이 있는데, {\displaystyle x^{n},\sin x,\cos x} 등 일차함수와 같은 형태의 성질을 만족시키지 않는 함수들을 가리킨다. 선형의 직관적인 이해는 일차함수와 동일시해서 생각해도 좋다. 하지만 선형의 엄밀한 의미는 일차함수보다 더 확장된다. 수학적으로 정확한 선형의 설명은 다음과 같다.
(정의) 정의역 {\displaystyle X}에서 임의의 원소 {\displaystyle u,v}를 치역 {\displaystyle Y}에 대응시키는 연산 {\displaystyle T}는 다음과 같은 성질을 만족시킬 때 "선형"이라고 한다. 여기서 c는 임의의 상수이다.
(1) {\displaystyle T(cu)=cT(u)}
(2) {\displaystyle T(u+v)=T(u)+T(v)}
예를 들어 일차함수 {\displaystyle y(x)=x}를 생각해보자. {\displaystyle y(cu)=(cu)=c(u)=cy(u)}로 (1)번 조건을 만족시키고 {\displaystyle y(u+v)=(u+v)=u+v=y(u)+y(v)}로 (2)번조건을 만족시킨다. 그러므로 이 함수는 선형이다. 이차함수 {\displaystyle y(x)=x^{2}}의 경우에는 {\displaystyle y(cu)=(cu)^{2}=c^{2}u^{2}=c^{2}y(u)}로 조건을 만족시키지 않는다. 다른 선형연산의 예로는 회전변환, 원점을 지나는 직선에 대한 대칭변환, 어떤 벡터 공간에 대한 수직입사 등이 있다.
"선형"이라는 성질은 행렬과 동전의 양면과 같은 관계를 가지고 있다. 어떤 연산이 선형이라면 그것은 행렬로 표현이 가능하며, 어떤 행렬은 반대로 어떤 선형연산으로 해석될 수 있다. 이 선형대수학의 행렬이론은 수학의 이론뿐만 아니라 물리학, 전자공학, 컴퓨터 그래픽, 기계공학 등에 널리 쓰이고 있다.

## 학부과정
학부과정에서 가르치는 선형대수학의 내용들은 다음과 같다. 다만 이 내용은 일반적으로 이와 같이 가르치는 내용이며 각 학교마다 비중있게 다루는 부분이 다를 수 있고 내용을 추가하거나 뛰어넘을 수 있다.
- 벡터와 행렬 : 벡터의 개념과 행렬의 개념에 대해 강의한다. 이에 대한 내용은 앞의 '기초'와 행렬문서를 참고하라.

- 가우스-요르단 소거법: 가우스-요르단 소거법은 행렬의 행 간의 연산이다. 이 연산은 행렬로 구성된 방정식의 해를 구하는 방법을 제시한다. 또한 이 계산과정을 뒷받침하는 이론에 대해서도 공부하며, 소거법의 결과로 구해진 해를 해석하는 방법도 공부한다. 가우스-요르단 소거법은 방정식의 해를 보존할 수 있는 연산들로 이루어져 있으며, 세 가지가 존재한다.
  - 1. 행렬의 행을 그 행의 상수배만큼으로 대체하여도 그 행렬 방정식의 해는 보존된다.
  - 2. 행렬의 한 행의 상수배를 다른 행에 더하더라도 그 행렬 방정식의 해는 보존된다.
  - 3. 행렬의 한 행과 다른 행을 교환하더라도 그 행렬 방정식의 해는 보존된다.

- 행렬 연산자와 특정 형태의 행렬: 행렬에 관계된 연산자들과 특정한 형태의 행렬에 대해 배운다. 전치, 트레이스, 역행렬등이 중요한 행렬연산자이다. 특정한 형태의 행렬로는 단위행렬, 상부삼각행렬, 하부삼각행렬, 대칭행렬 등에 대해 배운다. 상부삼각행렬과 하부삼각행렬을 이용해 행렬을 표현하는 LU분해법도 배운다.

- 선형독립: 벡터들의 일차독립에 대해 가르친다. 행렬을 통한 일차독립 판별에 대해 공부한다.
- 행렬식(판별식): 행렬식의 정의와 행렬식을 구하는 방법을 공부한다. 또한 대수적으로 행렬식을 표현하고 행렬식에 관계된 정리들을 배운다.
- 고윳값과 고유벡터: 행렬의 고윳값과 고유벡터에 대해 공부한다. 행렬식을 통해 고윳값을 찾고, 고윳값과 가우스 소거법을 통해 고유벡터를 찾는 과정을 익힌다. 그 외에도 고윳값과 고유벡터에 관계된 정리들에 대해 공부한다.
- 선형연산자: 이 문서의 '선형'을 참조하라. 특히, 이 부분에서는 선형연산과 행렬 간의 상호성에 대해 주의 깊게 다룬다.
- 직교행렬: 직교화된 연산과 행렬에 대해 공부한다. 직교행렬이란 그것의 전치행렬과 그것의 역행렬이 같은 경우를 말한다. 직교화된 연산이란 연산대상 벡터의 크기가 보존되고 벡터들의 내적이 보존되는 경우를 말한다.

- 벡터 공간: 벡터 공간을 행렬을 통해 해석하는 방법을 익힌다. 선형연산과 행렬 간의 상호성과 마찬가지로 벡터 공간과 행렬 사이에는 깊은 상호성이 있다. 중요한 개념들로는 다음과 같은 것들이 있다.
  - 기저, 차원: 기저란, 어떤 벡터 공간을 이루는 벡터들을 말한다. 이 벡터들은 일차독립이여야 하며, 이 벡터들의 선형조합으로 그 벡터 공간의 모든 벡터를 표현할 수 있어야 한다. 직관적인 예를 들면 x축, y축, z축은 3차원공간의 기저이다. 차원이란 기저를 구성하는 벡터들의 숫자를 말한다.
  - 기본공간, 차원 정리, 계수정리, 피봇정리: 기본공간은 행렬과 벡터 공간 사이의 다리와 같은 역할을 한다. 기본공간에는 영공간, 행공간, 열공간 등이 있다. 차원정리, 계수정리, 피봇정리는 이 기본공간들의 차원과 기저에 대해 유용한 알고리즘을 제공한다.
  - 벡터의 직교화: 직교화된 벡터들에 대해 공부한다. 직교화된 벡터들이란 다른 벡터와의 내적값이 0인 벡터들을 의미한다.

- 그람-슈미트 직교정규화: 그람-슈미트 직교정규화를 통해 주어진 벡터의 집합을 직교화된 벡터의 집합으로 변환하는 법을 다룬다. 벡터의 직교화에서 배운 개념을 바탕으로 전개해 나간다.

- 상사성과 대각화: 상사성이란 두 행렬이 동일한 연산을 의미한다는 뜻이다. 즉, 두 행렬이 서로 다른 두 벡터 공간에서 동일한 연산을 처리하고 있다는 의미이다. 그러므로 상사성을 가진 두 행렬은 적당한 기저를 선택해서 서로를 표현할 수 있다. 대각화란 이 상사성을 계산 측면에서 응용한 것으로 특정 행렬을 대각행렬로 표현하는 과정이다.

- 이 외에도 복소수 고윳값, 벡터 공간의 공리 등에 대해 다루기도 한다.

## 유용한 정리들
- ZFC 공리계 하에서 모든 벡터 공간은 기저가 존재한다. 그러나 ZF 공리계에서는 무한 차원 벡터 공간의 기저의 존재성을 보장할 수 없다. 유한 차원 벡터 공간의 기저는 선택 공리와 무관하게 항상 존재한다.
- 행렬의 역행렬이 존재할 필요충분조건은 행렬식의 값이 0이 아니어야 한다.
- 행렬의 역행렬이 존재할 필요충분조건은 행렬로 표현할 수 있는 선형 변환이 동형 사상이어야 한다.
- 행렬의 고윳값들의 곱은 행렬식의 값과 같으며, 합은 행렬의 대각합과 같다.

## 역사
선형대수학에 관한 가장 오래된 기록은 고대 바빌로니아인들이 기원전 4세기 경에 선형연립방정식으로 이어지는 문제들을 연구한 기록이다. 현존하는 문헌 중에 가장 오래된 것은 한(漢)왕조 때인 BC 200년에서 BC 100년 사이에 쓰여진 <구장산술(九章算術)> 제8장「방정(方程)」장으로, 여기에 행렬에 관한 문제를 다루는 해법인 방정술(方程術)이 소개되어 있다. 이외에도 중국에서 다양한 기록이 있으며, 최소한 동양에서는 2세기 이전부터 선형대수학 연구가 시작되었다. 「방정」장 원본을 현대 선형대수학의 용어로 라이프니츠(G. W. Leibniz, 1646-1716),세키 고와(Seki Kowa, 関孝和, 1642-1708), 가우스(J. C. F. Gauss, 1777-1855)와 연결하여 구체적으로 서술한 논문에 따르면,이 책에서 방정장의 영부족(贏不足, excess and deficit)을 이용하는 두 개의 미지수를 갖는 두 개의 방정식의 해법과 방정장의 대부분을 정확하게 복원하였으며, n+1개의 미지수를 갖는 n개의 방정식을 복원하여 행렬식 계산(determinantal calculation)의 가장 오래된 기록임을 확인하였다.
선형대수학의 기초가 되는 행렬과 행렬식에 대한 연구는 모두 선형연립방정식의 연구에서 비롯되었다. 흥미로운 것은 행렬의 개념이 행렬식의 개념보다 훨씬 나중에 소개되었다는 것이다. 행렬식의 개념은 일본인 세키 고와가 1683년에 처음 소개했으며, 2×2, 3×3, 4×4, 5×5행렬의행렬식을 구하는 방법을 찾아서 방정식의 해법을 구했다. 유럽에서는 행렬식의 개념이 1683년 라이프니츠에 의하여 소개된 것으로 알려져 있다. 더 나아가 그 이전에 가우스에 의하여 알려졌다고 주장하는 의견도 있다. 그러나 기록에 의하면 서양에서는 1693년 라이프니츠가 로피탈(L'Hôpital)에게 보낸 편지에 비로소 처음 소개되었다. 라이프니츠는 1700년과 1710년에 발표한 논문에서 소개한 계수행렬에 관한 연구를 통하여, 현재의 크래머(Cramer)공식에 이르는 기본 원리와 현대에서 라플라스(Laplace) 여인자 전개식이라 불리는 것의 기초를 닦았다.
근대 선형대수학의 이론적 발전은 뫼비우스에 의하여 본격적으로 시작되었다. 뫼비우스는 1827년 자신의 책 ‘Barycentric Calculus’에서 기하학적 대상(점)들을 가지고 직접 연산을 하는 최초의 대수적 체계를 소개하였고 동일 직선상의 선분을 어떻게 더하는지 보였다. 그러나 이에 관한 여러 어려움이 있었다. 이에 대한 답을 처음으로 준 수학자가 바로 그라스만이다. 그라스만은 베를린에서 수학이 아니라 신학과 철학을 공부하고 귀향하여 교사가 되었다. 그라스만은 1830년대 초부터 수학기초론을 공부하며 선형대수학을 발견하게 되었다. 그라스만은 1844년 자신의 첫 번째 책 ‘lineale Ausdehnungslehre (Extension)’에서12쪽의 서문과 16쪽의 서론에 걸쳐 자신의 저술 의도에 대하여 철학적으로 자세히 설명했다. 여기서 보인 완전히 추상적인 접근은 ‘n차원 공간’과 ‘교환법칙이 성립하지 않는 곱셈’이라는 새로운 수학적인 아이디어를 제공했다. 1844년 그라스만은 또한‘벡터들 사이의 내적(inner product)’을 정의하여 ‘벡터대수(vector algebra)’를 연구하였다. 행렬 대수는 행렬곱셈을 곱셈 연산으로 하는 벡터대수의 일반화로 볼 수 있는데, 벡터의 내적은 행렬 중 특별한 경우인 1×n 행렬과 n×1 행렬의 곱셈으로 생각할 수 있기 때문이다. 따라서 벡터대수는 행렬대수의 특별한 경우임을 알 수 있다. 그러나 그라스만이 제시한 새로운 대수적 체계를 서술하는 혁명적인 아이디어와 난해한 기술방법은 큰 장애가 된다. 가우스는 1844년 12월에 그라스만에게 쓴 편지에서 “독자에게 익숙한 용어를 사용할 것”을 권고하고 있으며,뫼비우스가 1846년 1월에 아펠트(E. F. Appelt, 1812-1859)에게 쓴 편지에서는 “그라스만의 책은 이해하기 어려워서 한 페이지를 넘길 수가 없었다.”고 썼다. 또 엥겔(F. Engel, 1861-1941)은 18권의 ‘Gesammelte(전집) Werke, Band 3’에서 그라스만의 업적을 실으면서 그의 업적과 출판이 어디서도 주목받지 못했음을 서술하였다. 그럼에도 불구하고 그라스만은 자신의 방법에 확신을 가지고 책을 다시 쓰기 시작하여 1861년 10월에 수정을 마치고, 1862년 ‘The second Ausdehnungslehre’ 300 권을 모두 자신의 비용으로 인쇄했다. 이 책은 철학적 설명 없이 모두 정의-정리-증명(definition-theorem-proof)형식으로 썼는데(Fearnley-Sander, 1979), 여기서 제시한 내용 전체를 모두 그라스만이 처음으로 발견한 것은 아니지만 당시에 벌써 선형대수학의 거의 모든 주요 내용을 이해하고 정리한 그 완성도는 정말 놀랄 만하다. 그가 다룬 선형대수학의 내용을 현대적 용어로 쓰면 다음과 같다.
‘일차독립, 차원, 부분공간, 정사영, 좌표변환, 내적과 외적, 선형연립방정식의 해법, 직교, 선형변환, 선형변환의 행렬표현, rank-nullity 정리, 고유값, 고유공간, 특성방정식, 행렬의 대각화, 행렬분해, law of inertia, 미분방정식에의 응용, … ’
이후 1888년 페아노가 그라스만의 업적을 소개하고, 1918년 와일이 이를 한번 더 인용하면서 선형대수학에 대한 본격적인 연구가 시작되었다. 이 다음은 실베스터, 케일리 등 저명한 여러 수학자들의 연구를 거치면서 현대 선형대수학의 형태에 이르게 되었다.

## 같이 보기
- 기하적 대수학
- 선형 계획법
- 선형 회귀
- 수치선형대수학
- 변환행렬

## 참고 문헌
- 김경호 (2013년 9월 2일). 《선형대수학의 이해》 개정판. 서울: 교우사. ISBN 978-89-8172-012-4. 2014년 4월 14일에 원본 문서에서 보존된 문서. 2013년 9월 13일에 확인함.
- 조용욱 (2000). 《선형대수학원론》. 서울: 교우사.
- Lee, S.-G., Lee, J. H., & Ham, Y. M. (2012). 초기 선형대수학의 역사. 한국수학교육학회지시리즈E:수학교육논문집, 26(4), 351–362. |url=https://scienceon.kisti.re.kr/srch/selectPORSrchArticle.do?cn=JAKO201209857784418&dbt=NART